# 薩比拉巴德區
薩比拉巴德區是阿塞拜疆的一個區，位於該國南部穆甘平原，庫拉河自北向東南流經。面積1,469.35平方公里，1991年人口143,135人。首府薩比拉巴德。
1930年建區。